# Загорци (област Добрич)
 Тази статия е за селото в Област Добрич.  За другите села с това име вижте Загорци.  
Загорци е село в Североизточна България. То се намира в община Крушари, област Добрич.

## Население
Преброяване на населението през 2011 г.
Численост и дял на етническите групи според преброяването на населението през 2011 г.:
|                     | Численост | Дял (в %) |
| Общо                | 124       | 100,00    |
| Българи             | 21        | 16,93     |
| Турци               | 0         | 0,00      |
| Цигани              | 17        | 13,70     |
| Други               | 0         | 0,00      |
| Не се самоопределят | 0         | 0,00      |
| Неотговорили        | 83        | 66,93     |

## Личности
- Иван Иванов (р. 1938) – български офицер, генерал-майор от Държавна сигурност